# Anthony Narh Asare
Anthony Narh Asare (* 29. Dezember 1965 in Odumase Krobo, Eastern Region) ist ein ghanaischer römisch-katholischer Geistlicher und Weihbischof in Accra.

## Leben
Anthony Narh Asare besuchte die Oberschule und das Knabenseminar in Koforidua. Anschließend studierte er Philosophie am Priesterseminar in Sowutuom und Katholische Theologie am Priesterseminar in Pedu bei Cape Coast. Am 22. Juli 1995 empfing er das Sakrament der Priesterweihe für das Erzbistum Accra.
Neben verschiedenen Aufgaben in der Pfarrseelsorge war er von 2002 bis 2008 Diözesanökonom des Erzbistums Accra. Von 2008 bis 2012 studierte er am All Hallows College in Dublin und erwarb in Management, in Leitung und Seelsorge sowie in Praxis der Supervision jeweils einen Mastergrad. Nach der Rückkehr in die Heimat war er bis 2019 Pfarrer in Tema und seither Pfarrer in Teshie sowie Personalverantwortlicher für die Priester des Erzbistums.
Papst Franziskus ernannte ihn am 14. Februar 2023 zum Titularbischof von Castellum in Numidia und zum Weihbischof im Erzbistum Accra. Der Apostolische Nuntius in Ghana, Erzbischof Henryk Mieczysław Jagodziński, spendete ihm und dem mit ihm ernannten John Kobina Louis am 19. April desselben Jahres in der Heilig-Geist-Kathedrale von Accra die Bischofsweihe.